# Дус-Холь (озеро, Тес-Хемский кожуун)
Дус-Холь (с тув. солёное озеро) — озеро в 45 км южнее села Самагалтай, к северо-западу от озера Дус-Холь (Эрзинское), к северо-востоку от озера Шара-Нур, и к северу от озера Торе-Холь на территории Тес-Хемского кожууна республики Тыва. Высота над уровнем моря — 1000 м.

## Общие сведения
Озеро расположено на северо-востоке Убсу-Нурской котловины. Водоём окружён невысокими возвышенностями — отрогами хребта Агар-Даг-Тайга. Местность совсем голая, выжженная солнцем. Впадина наполнена четвертичными отложениями. Берега озера отлогие, илистые, местами топкие. Примерно четверть бассейна озера занята самосадочными бассейнами, в которых благодаря солнечному выпариванию происходит садка галита.
Слой соли в озере имеет толщину 0,3-0,5 м. В открытой части озера глубина небольшая: 0,02-0,6 м, дно покрыто коркой соли, под которой находится слой чёрного, серого, а ещё ниже красноватого ила. Соль на дне озера представлена гипсом, мирабилитом и тенардитом. На озере более 150 лет ведётся солепромысел.

## Бальнеологические и курортные характеристики
На северо-восточном берегу озера находится протяжённый выход солёных вод, на дне озера также присутствуют солёный источники. Состав вод с северо-восточного берега в основном карбонатно-хлоридно-сульфатной натрий-магниевый с pH 8,5. Рапа озера является хлоридно-сульфатной натриево-магниевой с pH 7,2. В ней присутствуют подобно рапе озера Дус-Холь (Сватиково) калий (0,409 г/л), фтор (0,010 г/л), бор (0,009 г/л), йод (0,004 г/л), стронций (0,001 г/л), литий (0,0009 г/л) и другие.